# Доґо-де-бордо
Доґо-де-бордо (фр. Dogue de Bordeaux), або коротко "бордос" — порода 2 групи МКФ. 

## Походження

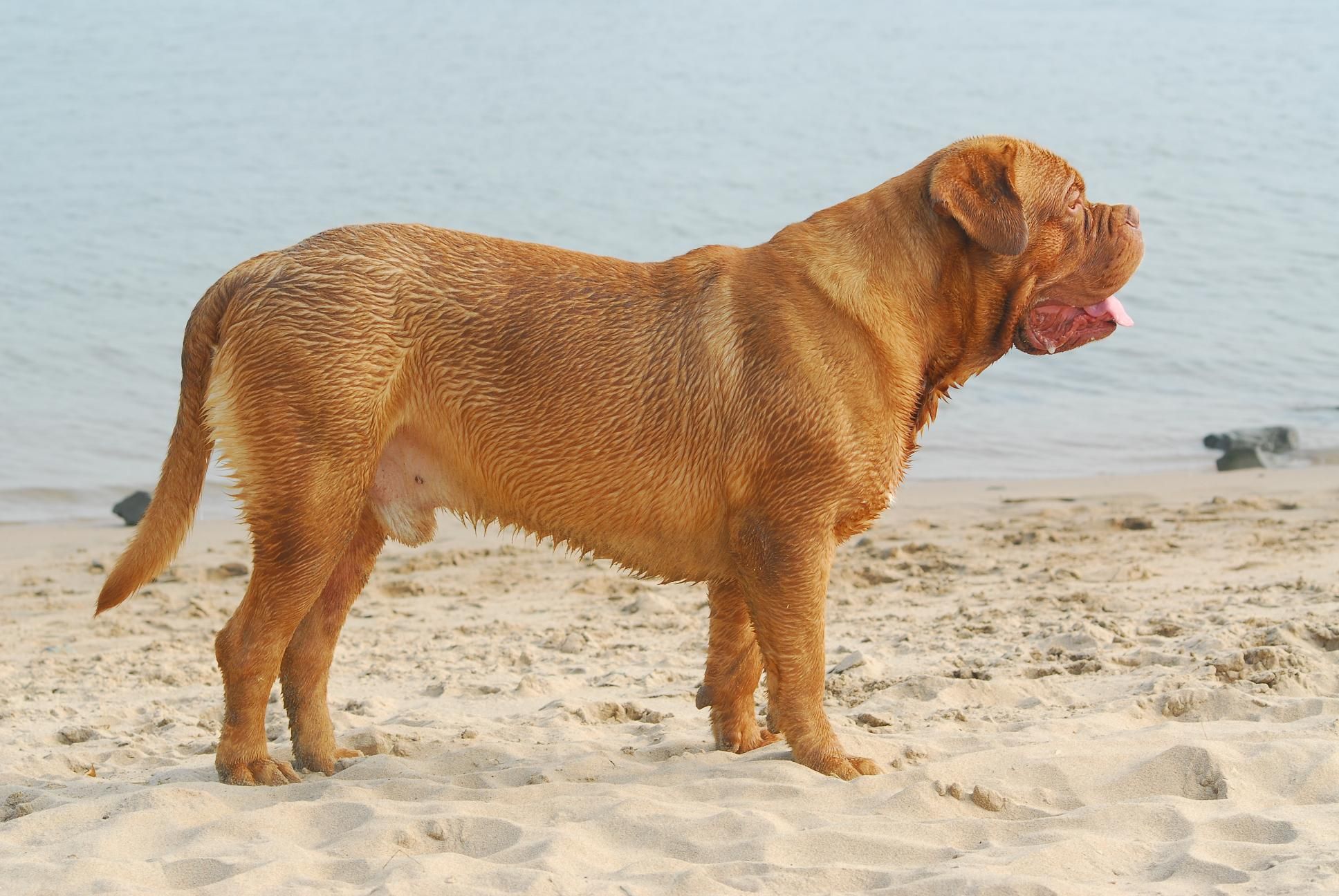
Доґо де Бордо

Старовинна французька порода. Має другу назву французький мастиф. Належить до групи мастифів. В середні віки цю породу використовували як мисливського і бійцівського собаку. У XVIII столітті Бюффон описував її під назвою Dogue daquitaine. Довгий час бордоса називали «собакою м'ясників», оскільки м'ясники частенько вважали за найкраще використовувати його для охорони своїх будинків. Через азійські коріння цю породу також називали «турецьким собакою». Після ряду схрещувань з мастифами в 1926 р. встановлений офіційний стандарт породи.

## Характеристика породи
Цей колишній бійцівський собака зарекомендував себе як прекрасний сторож, проявляючи при охороні будинку пильність і сміливість, але не агресивність. Спокійний і чуйний собака, дуже прив'язаний до господаря і любить дітей. Рідко гавкає. Доґо-де-бордо погано переносить самотність і бездіяльність. Щоб собака не вийшов з-під контролю господаря, дресирування повинне бути особливо ретельним.
Цю породу використовують як: сторожовий собака, собака-охоронець, собака-компаньйон.

## Опис

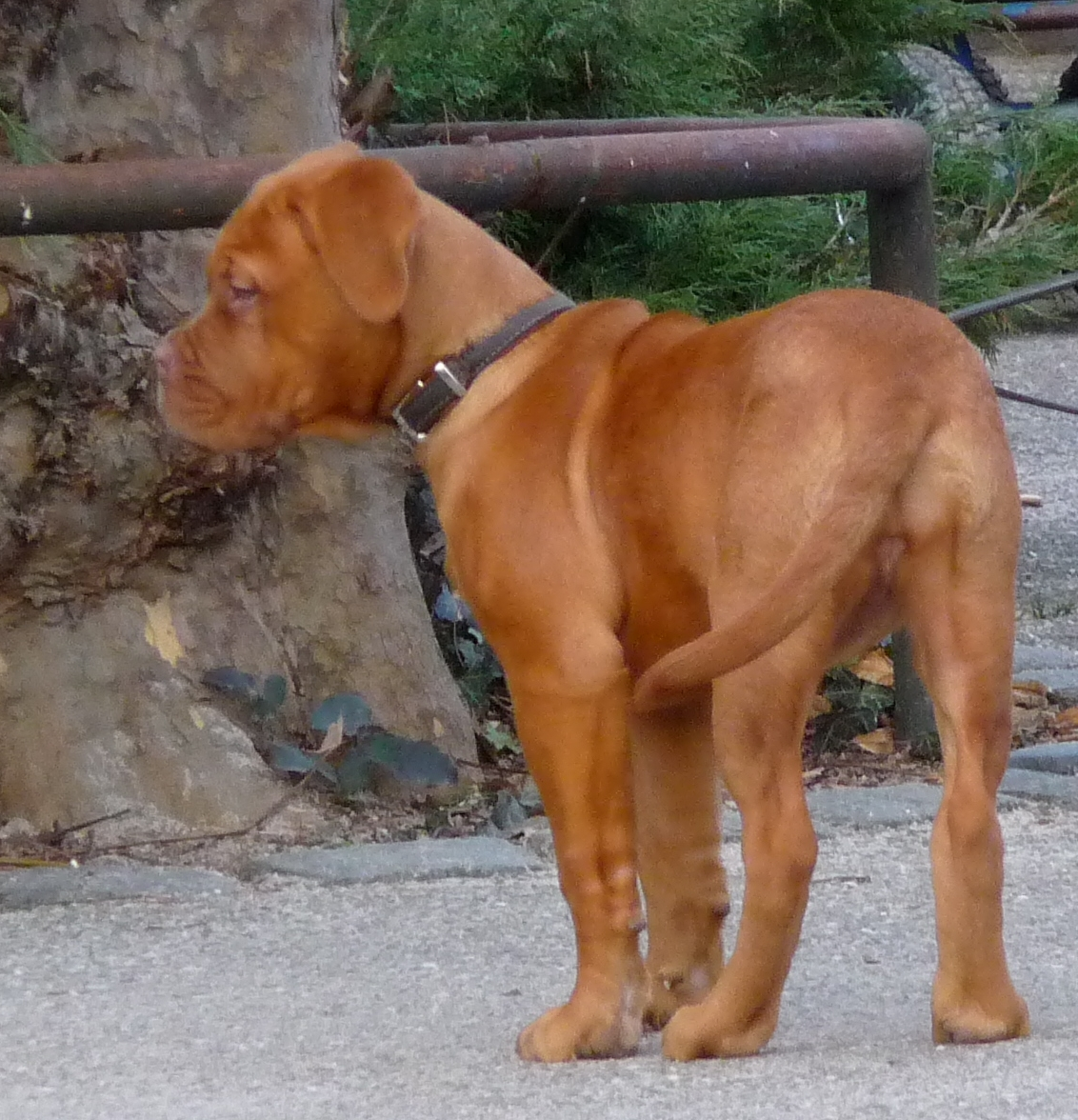
Цуценя "бордоса"

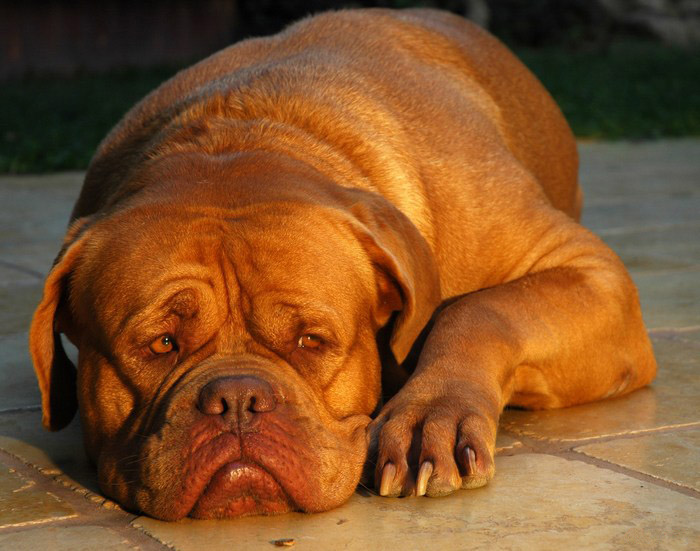
Доґо-де-бордо

Голова. Дуже велика, прямокутна, широка і відносно коротка. При погляді збоку має форму трапеції. Череп дуже широкий, злегка опуклий. Складки на голові глибокі, симетричні. Перехід від чола до морди виражений сильно. Морда потужна, добре наповнена, помітно коротша за лобову частину черепа, злегка прогнута. Ніс широкий. Щелепи дуже сильні. Нижня щелепа виступає вперед від верхньої щелепи на 0,5-2,5 см. Губи відвислі, товсті. 
Очі. Овальної форми, широко розставлені. Червонувато-коричневого або темно-карого кольору у собак з темною маскою. Допускаються світліші очі у собак з червоною маскою. 
Вуха. Маленькі, за кольором темніші, ніж основне забарвлення. Висячі, щільно прилягають до вилиць. 
Корпус. Потужний. Шия дуже міцна, циліндричної форми, з подбрудком. Грудь потужна, глибока, широка. Ребра опуклі. Спина широка, мускулиста. Поперек потужна. Круп злегка скошений. Живіт підтягнутий. 
Кінцівки. М'язисті, з масивним кістяком. Лапи округлі, міцні, з щільно стиснутими пальцями. Кігті темні. 
Хвіст. Товстий. Собака тримає його опущеним вниз. Кінчик хвоста — вище рівня скакального суглоба. 
Шерсть. Тонка, коротка, гладка і м'яка. 
Забарвлення. Рудий або палевий, з чорною або червоною маскою. Краща більш пігментована шерсть. Допустимі невеликі білі відмітини на грудях і лапах.
Висота в холці. Пси: 60-68 см. Суки: 58-66 см.
Вага. Пси: не менше 50 кг. Суки: не менше 45 кг.
Стандарт затверджений в 1971 р.

## Догляд
Собака не дуже пристосований до життя в квартирі. Йому необхідні простір і багато фізичних вправ. Спеціального догляду за шерстю не потрібно.